# Дюсьметьево (Татарстан)
Дюсьметьево — село в Мамадышском районе Татарстана. Административный центр Дюсьметьевского сельского поселения.

## География
Находится в северной части Татарстана на расстоянии приблизительно 17 км на север-северо-запад по прямой от районного центра города Мамадыш.

## История
Известно с 1710 года. В 1890 году была построена Казанско-Богородицкая церковь. Относится к населенным пунктам с компактным проживанием татар-кряшен.

## Население
Постоянных жителей было: в 1782 — 55 душ мужского пола, в 1859—253, в 1897—408, в 1906—504, в 1920—552, в 1926—359, в 1949—370, в 1958—374, в 1970—462, в 1979—391, в 1989—354, в 2002 году 363 (татары 40 %, кряшены 59 %), в 2010 году 327.